# شهر فرودگاهی

یک شمای فشرده از کلان شهر فرودگاهی با هسته شهر فرودگاهی

شهر فرودگاهی ناحیه شهری است که در آن طرح‌ها زیربنایی و اقتصاد با محوریت فرودگاه هستند که به عنوان یک مرکز تجاری آن را در فرم‌های سنتی شهرکه دارای یک شهر مرکزی تجاری در هسته و رفت‌وآمد-مرتبط حومه می‌باشند می‌توان دید. این اصطلاح برای اولین بار توسط هنرمند تجاری نیکلاس دسانتیس معرفی شد که یک آسمان خراش با فرودگاهی در پشت بام در شهر ارائه شد و در نوامبر سال ۱۹۳۹ موضوع مجله علم محبوب شد. این اصطلاح توسط بازرگانی محقق در زمینه هوانوردی به نام جان دی. کاساردا (John D. Kasarda) در سال ۲۰۰۰ بر اساس تحقیقات قبلی بر اساس توسعه اقتصادی فرودگاه دوباره این موضوع را ارائه داد.